# Teón de Samos
Teón de Samos (en griego antiguo: Θέων) fue un pintor durante la era de Alejandro Magno. Es mencionado por Quintiliano como un buen artista de segundo rango. Si hemos de confiar en las historias algo endebles que contaron de él, su punto fuerte consistía en una realista, o como dice Brunn (Kunstlergeschichte, ii.253), una teatral representación de la acción. Sus figuras parecían salirse fuera del cuadro. Escogía temas como la locura de Orestes, o un soldado que se apresura para entrar en batalla. Brunn menciona a otro pintor, Theorus, con consideraciones idénticas a las de Teón. 